# Alvito de León
San Alvito, Albito, Aloito o Aloyto Aloítez de Saavedra (? - Sevilla, 1063) fue obispo de León entre 1057 y 1063.
La Iglesia católica conmemora su festividad el 5 de septiembre.
Fue hijo de Aloito Fernández de Saavedra, que fue ricohombre y mayordomo mayor del rey Bermudo II de León, y de Urraca López de Lemos; su hermano mayor Arias Aloitiz heredó los estados de su padre, que incluían el castillo de Arias y el territorio de Parga, Villalba y Mondoñedo.
Algunos autores lo mencionan como confesor del rey Fernando I de León, 
monje y abad benedictino del monasterio de Sahagún 
o del de Samos, quizás confundiéndolo con otro prelado del mismo nombre. 
Consta su presencia al frente de la diócesis en varios documentos desde mayo del año 1057, después de la renuncia de su antecesor Cipriano.
En el año 1063 el rey Fernando organizó una expedición contra las taifas del sur peninsular, y tras sus éxitos militares envió a Sevilla a Albito y al obispo de Astorga Ordoño con la misión de recuperar el cuerpo de Santa Justa; no consiguieron encontrar los restos de esta, pero sí los de San Isidoro, quien revelándose a Albito le comunicó el lugar de su sepultura, anunciándole también su próxima muerte. Efectivamente, el obispo leonés murió una semana después de hallar el sepulcro del santo, y Ordoño regresó a León con los cuerpos de ambos.
En presencia del abad de Silos Santo Domingo, San Isidoro fue depositado en la iglesia de San Juan y Albito en la iglesia de Santa María de Regla; según la tradición, antes de que Albito fuese sepultado, San Isidoro se apareció al rey Fernando reclamando que su cuerpo estuviera presente en el entierro del de Albito, como finalmente se hizo.
Aunque no fue canonizado ni tuvo rezo oficial, fue venerado como santo en la iglesia de León. En el santoral español aparece el 5 de septiembre o el 8 de noviembre.